# Maiar
Pour les articles ayant des titres homophones, voir Maillard et Maillart.
Pour les articles homonymes, voir Maia.
Les Maiar (nom quenya, au singulier : Maia) sont des personnages de fiction issus du légendaire (legendarium) de l'écrivain britannique J. R. R. Tolkien, présents dans les romans Le Silmarillion et les Contes et légendes inachevés.

## Étymologie
Le nom maia signifie « beau » en quenya.

## Caractéristiques
Les Maiar font partie des Ainur, les divinités issues de l'esprit d'Ilúvatar, le dieu créateur. Ce sont cependant des esprits de second rang, servant les esprits supérieurs, les Valar. Ils sont beaucoup plus nombreux que ces derniers, mais seule une petite partie d'entre eux est nommée.

## Liste

### Les serviteurs des Valar
- Eönwë, héraut et porte-bannière de Manwë, messager des Valar.
- Ilmarë, disciple de Varda.
- Ossë, au service d'Ulmo, seigneur des mers intérieures, qui apprend aux Falathrim à bâtir des nefs.
- Uinen, épouse d'Ossë, maîtresse des eaux calmes.
- Melian, disciple de Vána et d'Estë, elle épouse Elwë, un prince elfe qui devient seigneur des Elfes Gris.
- Arien, esprit du feu, fidèle de Vána, gardienne de Laurelin, l'Arbre doré. Elle devint la conductrice du Soleil après la mort de Laurelin.
- Tilion, serviteur d'Oromë, gardien de Telperion, l'Arbre blanc, guide de la Lune après la mort de Telperion.

- Salmar, qui fabriqua les trompes d'Ulmo (les Ulúmuri).
- Thorondor, le roi des Aigles, envoyé par Manwë.

- Les Istari :
  - Curunír, que les Elfes et les Hommes appellent Saroumane, est envoyé par Aulë et est le chef des Istari.
  - Olórin, majoritairement connu en Terre du Milieu sous le nom de Gandalf de même que Mithrandir pour les Elfes, Dúnedain et Gondoriens, est envoyé par Manwë et est le plus sage des Maiar.
  - Aiwendil, appelé en outre Radagast en Terre du Milieu, est envoyé par Yavanna.
  - Alatar, parfois surnommé Morinehtar, est l'un des deux Ithryn Luin (soit les « magiciens bleus ») et est envoyé par Oromë (ou par Mandos et Nienna).
  - Pallando, aussi appelé Rómestámo, est l'autre magicien bleu et est également envoyé par Oromë (ou par Mandos et Nienna).

### Les Istari
Les Istari, au nombre de cinq, sont connus en Terre du Milieu comme « l'Ordre des Magiciens », chaque magicien étant associé à une couleur et prenant la forme d'un vieillard habillé d'une tunique longue assortie à la couleur qui lui est associée. Ils ont été envoyés par les Valar en Terre du Milieu pour surveiller les actions de l'Ennemi (Sauron). Les trois principaux magiciens de l'ordre ont été envoyés à la partie du monde où Sauron est le plus susceptible de demeurer et d'agir, c'est-à-dire le quadrant nord-ouest de la Terre du Milieu. Il s'agit de Saroumane le Blanc (Curunír, le principal de l'ordre), Gandalf le Gris (Olórin) et Radagast le Brun (Aiwendil). Les deux autres sont les magiciens bleus, Alatar et Pallando, qui, du fait d'avoir été envoyés à l'extrême oriental du continent (pour surveiller d'éventuelles actions de Sauron dans cette partie du monde) n'interviennent que très peu dans les œuvres de Tolkien. Lorsque Saroumane s'allia à Sauron il perdit l'attribut de « Blanc » et Gandalf le Gris le remplaça dans le rôle de principal de l'ordre, devenant ainsi « Gandalf le Blanc ».

### Tom Bombadil
Parmi les hypothèses avancées sur la nature de Tom Bombadil et de son épouse Baie d'Or, deux personnages intervenant dans le roman Le Seigneur des anneaux, il y a celle selon laquelle celui-ci serait un Maiar.

### Les serviteurs de Melkor
- Sauron, le fidèle vassal de Melkor (Morgoth), est l'un des plus puissants Maiar. Il poursuivit l'œuvre de Melkor après sa chute.
- Gothmog, est le deuxième vassal de Melkor. Il commandait aux Balrogs et était un Maia corrompu par Melkor.
- Les Balrogs, dont Gothmog est le prince. Ils étaient également des Maiar.
- Glaurung, père des Dragons.
- Draugluin, chef des Loups-garous, et Thuringwethil, chauve-souris messagère de Sauron, qui apparaissent tous deux dans le Lai de Leithian.

## Conception et évolution
Les Maiar furent longtemps, dans la pensée de Tolkien, des enfants des Valar : ainsi Eönwë et Ilmarë étaient-ils les enfants de Manwë et Varda, tandis que Gothmog était le fils de Melkor. Cette idée d'enfants des Valar (Valarindi) fut abandonnée par la suite : le texte intitulé Ósanwë-kenta explique que les Valar pouvaient procréer, mais n'en faisaient rien.
Les Maiar furent d'abord appelés « Vanimor », puis « Mairi » et enfin « Maiar », le sens de leur nom « beaux » étant toujours conservé.